# Tadeusz Jankowski (lekarz)
Tadeusz Jankowski (ur. 7 grudnia?/20 grudnia 1914 w Sokołówce na Podolu, zm. 16 listopada 1990 w Ostrowie Wielkopolskim) – polski lekarz, działacz polityczny, wojskowy.

## Życiorys
Absolwent szkół warszawskich: Gimnazjum im. Władysława IV (matura 1933), Wydziału Lekarskiego Uniwersytetu im. Józefa Piłsudskiego (dyplom lekarza w 1939) i Szkoły Podchorążych Sanitarnych (XII promocja 1938–1939 z tytułem podporucznika). 28 sierpnia 1939 mianowany został dowódcą plutonu w 103 Kompanii Sanitarnej 28 Dywizji Piechoty Armii „Łódź”.
Od początku wojny działał konspiracyjnie. Należał do inicjatorów konspiracyjnego plutonu zw. Plutonem Śmierci, a który w toku wojny przekształcił się w pułk AK „Baszta”. Podczas powstania warszawskiego pułk walczył na Mokotowie, a Tadeusz Jankowski był w nim lekarzem i szefem służby zdrowia. W schyłkowej fazie powstania wchodził w skład grupy, która z rozkazu dowództwa miała pertraktować o kapitulacji. Aresztowany przez Gestapo, resztę wojny spędził w obozach (Bergen-Belsen oraz jenieckie, z obozu koncentracyjnego do jenieckiego został przeniesiony po interwencji Międzynarodowego Czerwonego Krzyża).
W 1945 zamieszkał w Ostrowie Wielkopolskim, gdzie do 1975 pracował jako lekarz w Szpitalu Miejskim (ordynatura Oddziału Wewnętrznego w latach 1951–1963) oraz na kolei. Był przewodniczącym ostrowskiego oddziału Polskiego Towarzystwa Lekarskiego.
Udzielał się politycznie w podziemnej Solidarności, działał w Komitecie Obywatelskim w 1989, później w Unii Demokratycznej.
Pochowano go na cmentarzu na Wenecji w Ostrowie Wielkopolskim, w którym to mieście uhonorowano go ulicą jego imienia oraz tablicą pamiątkową. Otrzymał wiele odznaczeń wojskowych i państwowych: Srebrny Krzyż Orderu Virtuti Militari, Krzyż Kawalerski Orderu Odrodzenia Polski, Srebrny Krzyż Zasługi z Mieczami, Krzyż Armii Krajowej, Warszawski Krzyż Powstańczy. Wyróżniany także za pracę lekarską, otrzymał: odznakę Za wzorową pracę w służbie zdrowia, Zasłużonemu Polskiemu Towarzystwu Lekarskiemu, Honorową Odznakę Zasługi dla ZNTK w Ostrowie Wielkopolskim.